# Manguinhos
Manguinhos este o localitate în unitatea federativă Espírito Santo, (ES), Brazilia.